# 內港 (京士頓)
內港（英語：Inner Habour），是加拿大安大略省東南部城市京士頓的一個街區。它的東面為卡塔拉基河。平均家庭收入為$45,715，低於該市的平均數。